# King Gnu
King Gnu(킹누, 킹그누)는 일본의 4인조 믹스처 록 밴드이다.

## 요약
2013년, 츠네타 다이키를 중심으로 Srv.Vinci(사바 빈치)라는 이름으로 밴드 활동을 시작. 그 후, 멤버의 교체를 거쳐 현재의 4명 체제가 완성됨. 2017년, King Gnu로 개명. 2019년 1월에 메이저 데뷔.
밴드명의 유래는 동물 "Gnu (누)"가 봄부터 조금씩 무리에 합류하며 결국엔 거대한 무리가 되는 습성을 가지고 있다는 점에서, 자신들도 남녀노소를 끌어들여 큰 무리가 되고 싶다는 의미.
멤버 각각이 여러 방면의 음악에서 영향을 받아 새로운 음악을 만들어 낸다는 점에서, 자신들의 음악을 "도쿄 뉴 믹스처 스타일"이라고 칭한다. 밴드 로고에는 "JAPAN MADE"라는 문구가 들어있다.
음악적인 면에서는 얼터너티브 록뿐만 아니라 재즈와 힙합, 클래식 등의 다양한 장르의 요소를 도입하며, 가요풍의 친근한 멜로디와 일본어 중심의 가사를 쓰는 것을 중시하고 있으며, "J-POP을 한다"라는 것이 King Gnu 주요 주제의 하나가 되었다. 같은 세대의 다른 밴드에 비해, 전조가 이루어지는 곡이 매우 많은 편이며, 츠네타가 첼리스트라는 점에서 현악기가 자주 사용되기도 한다.
뮤직비디오의 제작과 로고 타입을 비롯한 시각 디자인은 츠네타가 만든 크리에이티브 팀 "PERIMETRON" 이 담당하고있다.

## 구성원

### 츠네타 다이키(일본어:常田 大希)
기타, 보컬, 첼로, 키보드, 트랙 메이킹 담당. 1992년 5월 15일 출생. 나가노현 이나시 출신. 이나시립 동부 중학교, 나가노현 이나 북 고등학교를 거쳐, 도쿄 예술 대학 음악 학부에 진학, 기악과 첼로 전공을 전공하지만 1년 만에 중퇴.
오자와 세이지가 이끄는 오자와 국제 실내악 아카데미에서 첼로 연주자로 활동한 적이 있다.
King Gnu의 모든 곡의 작사, 작곡 및 아트워크를 총괄하여, 밴드의 리더 겸 프로듀서이기도 하다.
King Gnu와는 별도로 솔로 프로젝트 "millennium parade(밀레니엄 퍼레이드)'로 음악 활동도 하고 있다.
크리에이터 집단인 "PERIMETRON(페리메트론)"을 만들어 주도하고 있다.
애니메이션 《혈계전선》의 사운드트랙, 첼로 연주 미국판 《포켓몬스터》, 영화 <리버스 엣지>, 영화 <엄마는 일본으로 시집 가면 안된다고 하지만>, 드라마 《친애하는 민박님》 등의 작품의 음악에 참여하고 있다. 또한 배우 나카노 유우타와 함께 'Gas Law' (드럼도 연주), 인력 미니멀 악단 '도쿄 시오코지' (첼로 연주), 스가다이로와 'blacksheep' 그리고 'Numero × Emporio Armani', 'Adidas', 'New Balance × Chari Co', 'Beams' 등의 유명 브랜드에 악곡 제공도 자주 하고 있다.
제20회 일본 클래식 음악 콩쿠르 첼로 부문 고등부에서 3위.
릿토 뮤직 최강 플레이어즈 경연 2009에서 베이스 부문, 준 그랑프리.
스트라빈스키와 프로코피예프 등의 클래식 음악, 켄드릭 라마와 플라잉 로터스, TABOO1 등의 힙합, 셀로니어스 멍크와 마일스 디비스, 로버트 글래스퍼 등의 재즈, 그리고 NIRVANA, 고릴라즈, 악틱 몽키즈, 라디오헤드의 영향을 받았다고 공언하며, BLANKEY JET CITY과 THEE MICHELLE GUN ELEPHANT 등의 밴드도 좋아한다. 이노우에 요스이 같은 가사를 쓰고 싶다고 한다.

### 세키 유(일본어:勢喜 遊)
드럼, 샘플러, 코러스 담당. 1992년 9월 2일 출생. 도쿠시마현 아난시 출신.
부모가 프로 뮤지션인 탓에 어린 시절부터 집에 있던 전자 드럼을 두드리곤 했다. 초, 중학생 시절에는 댄스 스쿨에 다니며, 댄서를 지망하고 있었다.
고등학교에 입학하면서 드럼으로 변경. 도쿄로 상경 후 세션멤버를 통해 아라이와 만나 샤미센 듀오로 이루어진 밴드 '빛 &빛'의 초기 멤버로서 참가. 그 후 뮤직바에서 당시 'Srv.Vinci'의 드럼을 찾던 츠네타와 만난다.
샘플러는 츠네타의 제안으로 시작 .
흑인 음악을 뿌리로 하며 펑크를 좋아하고, 라틴음악을 듣던 시절도 있었다. 또한 The Mars Volta도 즐겨 듣는다. skillkills와 오도루 Foot Works와도 친분이 있다.
츠네타의 프로젝트인 millenium parade에도 밴드 멤버로 참여하고 있다.
2019년 10월 30일, 샤미센 연주자인 시라후지 히카리와 결혼한 사실을 자신의 인스타그램 계정을 통해 보고했다. 또한 혼인 신고의 증인은 같은 밴드의 멤버이자, 두 사람의 만남의 계기를 만들어 준 아라이가 맡았다.

### 아라이 카즈키(일본어:新井 和輝)
베이스, 신스, 콘트라베이스, 코러스 담당. 1992년 10월 29일 출생. 도쿄도 훗사시 출신. 도쿄 도립 아오우메 종합 고등학교를 거쳐 도쿄 경제 대학을 졸업.
일반 대학에 다니고 있었지만, 음악에 몰두하여 친구가 있는 국립 음악대학에 다니며 수업을 받고, 음악 지식 쌓았다. 그곳에서 드럼 담당인 세키 유와 만난다. 베이스를 시작하게 된 계기는 밴드에 초대되었을 때, 베이스 파트만 공석이었기 때문. 당시는 ASIAN KUNG-FU GENERATION의 카피를 하곤 했다. 국립 음대 공인의 명문 학생 재즈밴드 "NEWTIDE JAZZ ORCHESTRA"에 참가 (기타와 베이스는 외부 멤버로 하는 것이 일반적이었다). 그와 동시에 다른 아티스트의 서포트, 재즈의 세션맨 으로도 활동하고 있으며, 전 쓰바키야 시주소의 나카타 유우지 의 앨범과 Def Jam Recordings에서 앨범을 발매한 IO(KANDYTOWN)의 음원에도 참여했다. 또한세키와 마찬가지로 츠네다의 프로젝트인 millenium parade에도 밴드 멤버로 참여하고있다.

### 이구치 사토루(일본어:井口 理)
보컬, 키보드 담당. 1993년 10월 5일 출생. 나가노현 이나시 출신. 이나시립 동부 중학교, 나가노현 이나 야요이가오카 고등학교를 거쳐 도쿄 예술 대학 음악 학부 성악과를 졸업. 테너. 형은 성악가인 이구치 토오루. Srv.vinci 시절의 닉네임은 191 (일본어 발음으로 이구치). 멤버 중 최연소.
츠네타와는 초등학교, 중학교 동창이자 소꿉친구. 중학교 합창부에 소속되어 츠네타와 함께 NHK 전국 학교 음악 콩쿨 전국 대회에 출전한 적이 있다 (츠네타는 마림바를 연주). 츠네타가 말하길 '미움받지 않는 목소리'의 소유자로 많은 사람들에게 와닿는 목소리라고 평가. 가장 좋아하는 뮤지션은 나나오 타비토. 그 밖에도 부모의 영향으로 이노우에 요스이, 튤립, 오프코스, 후세 아키라, 오자키 키요히코, 포르노 그라피티 등 일본 출신의 아티스트를 선호. 어렸을 때 만화 《BANANA FISH》를 읽었다 (2018년에 이 작품의 텔레비전 애니메이션 엔딩 테마로 <Prayer X>가 사용된다).
하모네프 리그 출연 경험이 있다.
밴드와 함께 무대 배우로도 활동하고 있다.
Twitter에 네타 사진이나 동영상을 다수 게시, 안면이 없는 유명인 (고토 마사후미, 자미로콰이, 저스틴 비버와 같은 뮤지션은 물론, NASA와 교황에 이르기까지)의 계정에 헛소리나 King Gnu의 뮤직비디오 등을 보내거나, 초현실적인 개그를 선보이거나, 야한 농담을 엄청나게 좋아하는 등 멤버 중에서는 가장 연예인 기질이 강하고, 팬에게는 웃음 담당 분위기 메이커로 인정받고 있다. 뮤직 스테이션의 첫 등장 당시, 취한 듯이 전신을 훌렁거리며 계단을 뛰어 내려가거나, 연주 중에 계속 헨가오를 한 결과, 방송 당일 Twitter의 실시간 트렌드에 이구치에 관한 트윗이 다수 올라오게 되었다.
2019년 3월 13일부터 '올 나잇 닛폰 0 (닛폰 방송)'의 목요일 퍼스날리티(진행자)로 취임.
아라이와 룸 쉐어링을 하고 있다.

## 경력

### 2013년
츠네타가 이시카와 슌과 함께 자신들의 솔로 프로젝트로 전신인 Mrs.Vinci를 결성. 머지않아 Srv.Vinci(사바 다빈치)로 개명. 당시는 일렉트로니카, 현대 음악에 가까운 전위적인 음악성을 가진 유닛이었다.
7월 19일 YouTube에 <ABUKU>의 뮤직비디오를 업로드.

### 2014년
6월 7일, YouTube에 <Stem> 의 뮤직비디오를 업로드.

### 2015년
9월 16일, 첫 앨범 <Mad me more softly>를 발매.
밴드의 편성이 현재 멤버로 바뀌고, 음악도 현재의 모습으로 변화.

### 2016년
5월 5일, <도시> 기간 한정 배포.
7월 20일, 츠네타의 솔로 프로젝트 DTMP (Daiki Tsuneta Millennium Parade) 명의로는 첫 앨범인 <http : //>를 발매
9월 14일, 미니 앨범 <도쿄 · 카오틱> 을 타워 레코드 한정으로 발매. King Gnu의 프로토타입이라고도 할 수 있는 작품이다. 더불어 9월 2일 시부야 WWW에서 선행 릴리즈 파티 'Tokyo Chaotic Festival'을 개최.

### 2017년
CHAI 와 함께 SXSW에 참가. 전미 투어를 실시. (이 투어를 전후로 2주일 정도 'Tokyo Chaotic'라는 밴드 이름으로 변경)
5월, 밴드 이름을 "King Gnu"로 개명
7월 26일, FUJI ROCK FESTIVAL '17 출연 .
10월 25일, King Gnu라는 이름으로써는 첫 앨범인 <Tokyo Rendez-Vous>를 발매. 수록곡 <Vinyl>은 퍼솔 템프 스텝 의 브랜드 광고 'HAKEN ROCK! !'에 사용되어 이듬해 1월 25일부터 CM 영상이 공개.
10월 29일, 앨범 발매 기념 무료 라이브를 타워 레코드 요코하마 비브레점 점내에서 개최 (요코하마 VIVRE 앞 특설 무대에서 개최될 예정이었으나 악천후로 중단).
요네즈 켄시의 <爱丽丝(앨리스)>에 츠네타가 공동 프로듀스 · 편곡 · 기타로 야오 타쿠야와 함께 참가. 11월 1일, 이 곡이 수록된 요네즈 켄시의 앨범 <BOOTLEG >이 발매.

### 2018년
1월 28일, 경력 최초로 단독 라이브 'Tokyo Rendez-Vous'를 시부야 WWW에서 개최. 예매 시작일에 티켓이 완판이 되어 추가 공연을 시부야 WWW X에서 개최.
7월 13일 에비스 LIQUIDROOM, 7월 16일 오사카 Shangri-La에서 단독 라이브 'Flash! ! ! "을 개최'. 당일 매진을 기록했다. 같은 날부터 악곡 <Flash! ! ! >을 릴리스.
9월 19일, 첫 싱글 <Prayer X>를 발표. 후지 TV 계열 TV 애니메이션 《BANANA FISH》의 끝 주제로 사용.

### 2019년
1월 6일, 같은 달 19일부터 시작하는 닛폰 TV 계 토요 드라마 《이노센스 원죄 변호사》의 주제곡으로 신곡 <백일>을 발표. King Gnu의 첫 드라마 타이 업. 이 곡은 같은 해 2월 22일에 디지털 한정으로 출시되었다.
1월 16일, 두번째 앨범 <Sympa>를 발표. 신곡 <Slumberland> 은 발매에 앞서 공개되었다. 또한 <Sympa>의 릴리즈와 함께 소니 뮤직 레이블스의 아리 오라 재팬으로 메이저 데뷔 .
3월 13일, 멤버 이구치가 '올 나잇 닛폰 0 (닛폰 방송)'의 목요일 퍼스날리티(진행자)로 취임 .
7월 19일, 프로 테니스 선수 오사카 나오미가 출연하는 ANA의 국내 버전 텔레비전 CM <사람은 날개가있다> 편의 CM송으로 신곡 <비행정> 이 사용. 이 곡은 같은 해 8월 9일에 디지털 한정으로 릴리스.
8월 22일, <비행정> 의 PV가 공개.
10월 11일, 부르봉 '알 포트'의 CM송에 사용될 신곡 '우산' 을 릴리스.
11월 14일, 동년 12월 31일 NHK에서 방송되는 '제 70 회 NHK 홍백가합전'에 출전하는 것이 발표되었다 .
11월 16일, 앨범 <Sympa> 가 '제61회 일본 레코드 대상'에서 우수 앨범 상을 수상.
12월 11일, YouTube에 공개 중인 백일의 뮤직비디오가 재생 횟수 1억 회를 돌파.
12월 31일, NHK에서 방송된  제70회 NHK 홍백가합전에 백팀으로 출전, 백일을 불렀다.

### 2020년
1월 15일, 세번째 앨범 <CEREMONY>를 릴리즈 할 예정.

## 작품

### King Gnu

#### 싱글
|                   | 발매일            | 제목              | 판매 형태         | 규격 번호         | 최고위            | 수록 앨범         |
| PERIMETRON (인디) | PERIMETRON (인디) | PERIMETRON (인디) | PERIMETRON (인디) | PERIMETRON (인디) | PERIMETRON (인디) | PERIMETRON (인디) |
| ----------------- | ----------------- | ----------------- | ----------------- | ----------------- | ----------------- | ----------------- |
| 1st               | 2018년 9월 19일   | Prayer X          | CD                | UXCL-161          | 31 위             | Sympa             |

#### 디지털 한정 싱글
|                       | 발매일                  | 제목              | 판매 형태         | 수록 앨범         |                   |                   |
| PERIMETRON (인디)     | PERIMETRON (인디)       | PERIMETRON (인디) | PERIMETRON (인디) | PERIMETRON (인디) | PERIMETRON (인디) | PERIMETRON (인디) |
| --------------------- | ----------------------- | ----------------- | ----------------- | ----------------- | ----------------- | ----------------- |
| 1st                   | 2018년 7월 13일         | Flash! !          | 디지털 다운로드   | Sympa             |                   |                   |
| Ariola Japan (메이져) |                         |                   |                   |                   |                   |                   |
| 2nd                   | 2019년 2월 22일         | 백일              | 디지털 다운로드   | CEREMONY          |                   |                   |
| 3rd                   | 2019년 8월 9일          | 비행정            | 디지털 다운로드   | CEREMONY          |                   |                   |
| 4th                   | 2019년 10월 11일        | 우산              | 디지털 다운로드   | CEREMONY          |                   |                   |
| 5th                   | 2019년 12월 20일 (예정) | Teenager Forever  | 디지털 다운로드   | CEREMONY          |                   |                   |

#### 앨범
|                   | 발매일            | 제목              | 판매 형태         | 규격 번호                                     | 최고위            |
| PERIMETRON (인디) | PERIMETRON (인디) | PERIMETRON (인디) | PERIMETRON (인디) | PERIMETRON (인디)                             | PERIMETRON (인디) |
| ----------------- | ----------------- | ----------------- | ----------------- | --------------------------------------------- | ----------------- |
| 1st               | 2017년 10월 25일  | Tokyo Rendez-Vous | CD                | UXCL-128 BVCL-931 (재발 매)                   | 46위              |
| Ariola Japan (주) |                   |                   |                   |                                               |                   |
| 2nd               | 2019년 1월 16일   | Sympa             | CD + DVD CD       | BVCL-928~9 (초회 한정반) BVCL-930 (통상 반)   | 4위               |
| 3rd               | 2020년 1월 15일   | CEREMONY          | CD + Blu-ray CD   | BVCL-1046~7 (초회 한정반) BVCL-1048 (통상 반) | 1위               |

#### 참가 작품
|     | 발매일           | 제목                     | 판매 형태 | 규격 번호 | 수록곡 |
| --- | ---------------- | ------------------------ | --------- | --------- | --- |
| 1st | 2019년 11월 27일 | 이노우에 요스이 추모앨범 | CD        | UPCH-2198 | 전 15 곡 1. Make-up Shadow / 요루시카 2. 꿈속으로 / 마키하라 노리 유키 3. 장식이 아니야 눈물은 / King Gnu 4. 와인 레드의 마음 / 시이나 링고 5. 소년 시대 / 우타다 히카루 6. 여신 / 우르 후르 즈 7. 미친 사랑 / 타지 마 타카오 (ORIGINAL LOVE) 8. 리버 사이드 호텔 / 후쿠야마 마사하루 9. Pi Po Pa / 호소 노 하루 오미 10. 동쪽으로 서쪽으로 / iri 11. Just Fit / SIX LOUNGE 12. 카나리아 / 사이토 카즈요시 13. 춤 잘 추지 않는 / 오르케스타 드 라 루즈 14. 우산이없는 / ACIDMAN 15. 마지막 뉴스 / KREVA |

### Srv.Vinci

#### 앨범
|     | 발매일          | 제목               | 판매 형태 | 규격 번호 | 수록곡 |
| --- | --------------- | ------------------ | --------- | --------- | --- |
| 1st | 2015년 9월 14일 | Mad me more softly | CD        | UXCL-0078 | 총 10 곡 1. Devil 's MC 2. PPL 3. Heroine 4. Those Sunny Smiles 5. Mommy 's Tummy 6. Zero Gravity Toilet 7. Diving To You 8. Abnormal Pressure 9. Plastic Rain 10. "I 'm outta here." |

#### 미니 앨범
|     | 발매일          | 제목           | 판매 형태 | 규격 번호 | 수록곡                                                 | 비고                  |
| --- | --------------- | -------------- | --------- | --------- | ------------------------------------------------------ | --------------------- |
| 1st | 2016년 9월 16일 | 도쿄 · 카오 틱 | CD        | UXCL-99   | 총 4 곡 1. 로우라부 2. 여름 비 다이버 3. Vinyl 4. 파열 | 타워 레코드 한정 발매 |

### Millennium Parade

#### 앨범
|     | 발매일          | 제목      | 판매 형태 | 규격 번호 | 수록곡 |
| --- | --------------- | --------- | --------- | --------- | --- |
| 1st | 2016년 7월 20일 | http : // | CD        | APLS-1608 | 전 20 곡 1. Angya 2. Ennui 3. Mannequin 4. WWW 5. Onibi 6. Heroine 7. Kowloon 8. com 9. Down & Down 10. #blank 11. Mirror Neuron 12. Ice will not burn. 13. Sweet Complex 14. Internet meme 15. Dr.Brodsky 16. Ludovico Technique 17. Pr黎 18. Porter 19. Kink |

## 수상 경력
- MTV VMAJ 2019 - 최우수 비디오 상 '백일 "
- MTV VMAJ 2019 - 최우수 국악 신인 아티스트 비디오 상 '백일 "
- MTV 유럽 뮤직 어워드 2019- 베스트 재팬 액트 상[17]
- 제 61 회 일본 레코드 대상 - 우수 앨범 상 'Sympa "

## 타이업
| 기용 연도 | 곡명             | 정체                                                                                    |
| --------- | ---------------- | --------------------------------------------------------------------------------------- |
| 2018년    | Vinyl            | 퍼솔 템프 스텝 <HAKEN ROCK! !> CM 송                                                    |
| 2018년    | Prayer X         | 후지 TV 《노이타미나》 《BANANA FISH》 엔딩 테마                                        |
| 2019년    | 백일             | 일본 TV 계 토요 드라마 《이노센스 원죄 변호사》 주제가                                  |
| 2019년    | Sorrows          | 아사히 맥주 <아사히 드라이 스파크> CM 송                                                |
| 2019년    | Hitman           | ANA 글로벌 CM 송                                                                        |
| 2019년    | 비행정           | ANA 국내 텔레비전 CM <사람은 날개가있다 편> CM 송                                       |
| 2019년    | 우산             | 부르봉 '알포트' CM 송                                                                   |
| 2019년    | Teenager Forever | 소니 "완전 무선 형 노이 스캔 이어폰 WF-1000XM3" "고해상도 워크맨 'NW-A100 시리즈" CM 송 |
| 2019년    | 작은 행성        | Honda 베젤 <PLAY VEZEL 밤낮편> CM 송                                                    |
| 2019년    | 유머             | 스마트폰용 게임 <로맨싱 사가 리 유니버스> 1주년 TV CM 송                                |
| 2020년    | 도론             | NTT도코모 <5G> CM 송                                                                    |
| 2020년    | Flash!!!         | 영화 <태양은 움직이지 않는다> 주제가                                                    |
| 2020년    | 거품             | WOWOW 연속드라마 W 《태양은 움직이지 않는다》 주제가                                    |

## 라이브

### 단독 라이브
| 공연 연도 | 공연명                                         | 공연일    | 회장                        | 비고                                       |
| --------- | ---------------------------------------------- | --------- | --------------------------- | ------------------------------------------ |
| 2017      | King Gnu "Tokyo Rendez-Vous 'FREE LIVE         | 10월 29일 | 요코하마 VIVRE 전 특설 무대 |                                            |
| 2018      | King Gnu 1st ONE-MAN LIVE "Tokyo Rendez-Vous ' | 1월 28일  | 시부야 WWW                  |                                            |
| 2018      | King Gnu ONE-MAN LIVE "Tokyo Rendez-Vous X"    | 3월 23일  | 시부야 WWWX                 |                                            |
| 2018      | King Gnu ONE-MAN LIVE "Flash! ! ! "            | 7월 13일  | 에비스 LIQUIDROOM           |                                            |
| 2018      | King Gnu ONE-MAN LIVE "Flash! ! ! "            | 7월 16일  | 오사카 Shangri-La           |                                            |
| 2018      | King Gnu One-Man Live 2018 AW                  | 11월 7일  | 나고야 CLUB QUATTRO         |                                            |
| 2018      | King Gnu One-Man Live 2018 AW                  | 11월 8일  | 우메다 CLUB QUATTRO         |                                            |
| 2018      | King Gnu One-Man Live 2018 AW                  | 11월 20일 | 마이 네비 BLITZ 아카사카    |                                            |
| 2019      | King Gnu One-Man Live Tour 2019 "Sympa"        | 3월 3일   | 신 키바 STUDIO COAST        |                                            |
| 2019      | King Gnu One-Man Live Tour 2019 "Sympa"        | 3월 7일   | 아이 DIAMOND HALL           |                                            |
| 2019      | King Gnu One-Man Live Tour 2019 "Sympa"        | 3월 9일   | 후쿠오카 DRUM LOGOS         |                                            |
| 2019      | King Gnu One-Man Live Tour 2019 "Sympa"        | 3월 17일  | 오사카 BIGCAT               |                                            |
| 2019      | King Gnu One-Man Live Tour 2019 "Sympa"        | 3월 18일  | 오사카 BIGCAT               |                                            |
| 2019      | King Gnu One-Man Live Tour 2019 "Sympa"        | 3월 21일  | 다카마쓰 MONSTER            |                                            |
| 2019      | King Gnu One-Man Live Tour 2019 "Sympa"        | 3월 22일  | 히로시마 CLUB QUATTRO       |                                            |
| 2019      | King Gnu One-Man Live Tour 2019 "Sympa"        | 3월 30일  | 삿포로 cube garden          |                                            |
| 2019      | King Gnu One-Man Live Tour 2019 "Sympa"        | 3월 31일  | 삿포로 cube garden          |                                            |
| 2019      | King Gnu One-Man Live Tour 2019 "Sympa"        | 4월 5일   | 센다이 Rensa                |                                            |
| 2019      | King Gnu One-Man Live Tour 2019 "Sympa"        | 4월 12일  | 신 키바 STUDIO COAST        |                                            |
| 2019      | King Gnu One-Man Live Tour 2019 "Sympa"        | 4월 15일  | 오사카 남바 Hatch           |                                            |
| 2019      | King Gnu One-Man Live Tour 2019 "Sympa"        | 4월 21일  | Zepp DiverCity TOKYO        |                                            |
| 2019      | King Gnu Live Tour 2019 AW                     | 10월 14일 | 센다이 GIGS                 |                                            |
| 2019      | King Gnu Live Tour 2019 AW                     | 10월 20일 | 교토 KBS HALL               |                                            |
| 2019      | King Gnu Live Tour 2019 AW                     | 10월 22일 | 도쿄 히 비야 야외 음악당    |                                            |
| 2019      | King Gnu Live Tour 2019 AW                     | 10월 27일 | Zepp Sapporo                |                                            |
| 2019      | King Gnu Live Tour 2019 AW                     | 10월 31일 | Zepp Nagoya                 |                                            |
| 2019      | King Gnu Live Tour 2019 AW                     | 11월 1일  | Zepp Fukuoka                |                                            |
| 2019      | King Gnu Live Tour 2019 AW                     | 11월 3일  | BLUE LIVE 히로시마          |                                            |
| 2019      | King Gnu Live Tour 2019 AW                     | 11월 4일  | 다카마쓰 festhalle          |                                            |
| 2019      | King Gnu Live Tour 2019 AW                     | 11월 6일  | Zepp Osaka Bayside          |                                            |
| 2019      | King Gnu Live Tour 2019 AW                     | 11월 7일  | Zepp Osaka Bayside          |                                            |
| 2019      | King Gnu Live Tour 2019 AW                     | 11월 16일 | Zepp DiverCity TOKYO        |                                            |
| 2019      | King Gnu Live Tour 2019 AW                     | 11월 17일 | Zepp DiverCity TOKYO        |                                            |
| 2019      | King Gnu Live Tour 2019 AW                     | 11월 26일 | Zepp Tokyo                  |                                            |
| 2020      | King Gnu Live Tour 2020 "CEREMONY"             | 4월 4일   | 센다이 GIGS                 | 코로나19 감염 확산 방지를 위해 무기한 연기 |
| 2020      | King Gnu Live Tour 2020 "CEREMONY"             | 4월 5일   | 센다이 GIGS                 | 코로나19 감염 확산 방지를 위해 무기한 연기 |
| 2020      | King Gnu Live Tour 2020 "CEREMONY"             | 4월 10일  | KT Zepp Yokohama            | 코로나19 감염 확산 방지를 위해 무기한 연기 |
| 2020      | King Gnu Live Tour 2020 "CEREMONY"             | 4월 11일  | KT Zepp Yokohama            | 코로나19 감염 확산 방지를 위해 무기한 연기 |
| 2020      | King Gnu Live Tour 2020 "CEREMONY"             | 4월 16일  | Zepp Sapporo                | 코로나19 감염 확산 방지를 위해 무기한 연기 |
| 2020      | King Gnu Live Tour 2020 "CEREMONY"             | 4월 17일  | Zepp Sapporo                | 코로나19 감염 확산 방지를 위해 무기한 연기 |
| 2020      | King Gnu Live Tour 2020 "CEREMONY"             | 4월 20일  | Zepp Nagoya                 | 코로나19 감염 확산 방지를 위해 무기한 연기 |
| 2020      | King Gnu Live Tour 2020 "CEREMONY"             | 4월 21일  | Zepp Nagoya                 | 코로나19 감염 확산 방지를 위해 무기한 연기 |
| 2020      | King Gnu Live Tour 2020 "CEREMONY"             | 5월 5일   | 마린 멧세 후쿠오카          | 코로나19 감염 확산 방지를 위해 무기한 연기 |
| 2020      | King Gnu Live Tour 2020 "CEREMONY"             | 5월 13일  | 도쿄 가든 시어터            | 코로나19 감염 확산 방지를 위해 무기한 연기 |
| 2020      | King Gnu Live Tour 2020 "CEREMONY"             | 5월 14일  | 도쿄 가든 시어터            | 코로나19 감염 확산 방지를 위해 무기한 연기 |
| 2020      | King Gnu Live Tour 2020 "CEREMONY"             | 5월 31일  | 오사카 성 홀                | 코로나19 감염 확산 방지를 위해 무기한 연기 |
| 2020      | King Gnu Live Tour 2020 "CEREMONY"             | 6월 24일  | 피아 아레나 MM              | 코로나19 감염 확산 방지를 위해 무기한 연기 |
| 2020      | King Gnu Live Tour 2020 "CEREMONY"             | 6월 25일  | 피아 아레나 MM              | 코로나19 감염 확산 방지를 위해 무기한 연기 |

## 출연 페스티벌・이벤트
- 6월 3일 - SAKAE SP-RING 2017
- 7월 19일 - NIGHT ON THE PLANET! Presents "MAGICAL COLORS"
- 7월 30일 - FUJI ROCK FESTIVAL '17
- 8월 12일 - RISING SUN ROCK FESTRVAL 2017 in EZO
- 9월 12일 - LIQUIDROOM 13th ANNIVERSARY LIQUIDROOM & BOY presents Song For Future Generation
- 10월 9일 - MINAMI WHEEL 2017
- 11월 10일 - odol TOUR 2017 "시선"
- 11월 30일 - exPoP! ! ! ! ! vol.103
- 12월 12일 - HOT STUFF presents Ruby Tuesday 27
- 12월 29일 - SHINJYUKU MARS 16th Anniversary! !

- 2월 12일 - sora tob sakana presents 「천체의 음악회 '
- 2월 24일 - Flying Flags Vol.3
- 2월 27일 - STANDFORSOMETHING LIVE STYLE OF TOKYO VOL.03
- 3월 10일 - Snow Light Festival
- 3월 11일 - HIROSHIMA MUSIC STADIUM- 하루방 -'18
- 3월 14일 - odol LIVE 2018 "O / g-1"
- 3월 16일 - HOPE!
- 3월 17일 - SANUKI ROCK COLOSSEUM ~ BUSTA CUP 9th round ~
- 3월 21일 - RIPPLES ~ 1990-199 × ~
- 3월 31일 - Talking Rock! presents 「뉴 잠금 계획! 2018 "
- 4월 7일 - SYNCHRONICITY'18
- 4월 10일 - DAOKO presents "매력 포인트"
- 4월 22일 - CROSSING CARNIVAL'18
- 5월 3일 - VIVA LA ROCK 2018
- 5월 4일 - NIIGATA RAINBOW ROCK 2018
- 5월 6일 - J-WAVE & Roppongi Hills present TOKYO MAPS ~ YOSHIKI MIZUNO EDITION ~
- 5월 13일 - CONNECT 가부키쵸 MUSIC FESTIVAL 2018
- 5월 26일 - GREENROOM FESTIVAL '18
- 5월 27일 - TOKYO METROPOLITAN ROCK FESTIVAL 2018
- 6월 9일 - BEACH TOMATO NOODLE
- 6월 23일 - FUJI ROCK FESTIVAL '18 PRE-FESTIVAL PARTY
- 7월 29일 - FUJI ROCK FESTIVAL '18
- 8월 5일 - 핫 필드 2018
- 8월 11일 - RISING SUN ROCK FESTIVAL 2018 in EZO
- 8월 22일 - FIND OUT presents MUST GO-GO Vol.2
- 8월 31일 - SPACE SHOWER SWEET LOVE SHOWER 2018
- 9월 1일 - Sunset Live 2018
- 9월 16일 - ZIMA MUSIC FIGHTERS meets 라이브 나탈리
- 9월 19일 - LIQUIDROOM 14th Anniversary PAELLAS × King Gnu
- 9월 22일 - 사과 음악제 2018
- 9월 25일 - 도미코 투 맨 투어 '침실 셰이크 투어 "
- 9월 29일 - PIA MUSIC COMPLEX 2018
- 10월 8일 - MINAMI WHEEL 2018
- 10월 22일 - InterFM897 Tokyo Scene LIVE vol.2
- 10월 26일 - 보로훼스타 2018
- 10월 28일 - Hot Stuff Promotion 40th Anniversary MASAKA
- 11월 4일 - Scramble Fes 2018
- 12월 15일 - VS SANABAGUN.
- 12월 23일 - 연말 정산 GIG 2018
- 12월 26일 - CROSS FM 25th Anniversary MUSIC JUNCTION 2018
- 12월 27일 - FM802 ROCK FESTIVAL RADIO CRAZY 2018
- 12월 28일 - COUNTDOWN JAPAN 18/19
- 12월 29일 - Date fm RADIO GIGA

- 1월 16일 - King Gnu 메이저 데뷔 ALBUM "Sympa」발매 기념 스페셜 LIVE
- 1월 23일 - ROCK AX vol.1
- 4월 28일 - ARABAKI ROCK FEST.19
- 4월 29일 - FM802 30PARTY SPECIAL LIVE紀陽銀行presents REQUESTAGE 2019
- 5월 4일 - VIVA LA ROCK 2019
- 5월 11일 - FM802 30PARTY Rockin'Radio! -OSAKA JO YAON-
- 5월 19일 - OSAKA METROPOLITAN ROCK FESTIVAL 2019
- 5월 25일 - GREENROOM FESTIVAL '19
- 5월 26일 - TOKYO METROPOLITAN ROCK FESTIVAL 2019
- 6월 1일 - 정상 -ITADAKI- 2019
- 6월 2일 - 나무, 도로, 시장 2019
- 7월 21일 - NUMBER SHOT 2019
- 8월 4일 - ROCK IN JAPAN FESTIVAL 2019
- 8월 18일 - SUMMER SONIC 2019
- 8월 24일 - MONSTER baSH 2019
- 8월 25일 - WILD BUNCH FEST. 2019
- 8월 31일 - 음악과 수염 회사 2019 - 마지막 불꽃 -
- 9월 1일 - SPACE SHOWER SWEET LOVE SHOWER 2019
- 9월 7일 - Sunset Live 2019
- 9월 8일 - WIRED MUSIC FESTIVAL '19
- 9월 14일 - 키시 단 엑스포 2019 ~ 보소 로큰롤 최고의 빙 이야기 ~
- 9월 18일 - MTV VMAJ 2019 -THE LIVE
- 11월 10일 - 바즈리즈무 LIVE2019
- 12월 25일 - FM802 RADIO CRAZY 2019
- 12월 28일 - COUNTDOWN JAPAN 19/20

## 뮤직 비디오
| 감독            | 곡명                                                                             |
| --------------- | -------------------------------------------------------------------------------- |
| PERIMETRON      | Mad me more softly 로우라부 Tokyo-Rendez-Vous McDonald Romance Vinyl             |
| 츠네타 다이키   | ABUKU                                                                            |
| OSRIN           | 당신은 신기루 Flash! ! Prayer X It 's a small world Slumberland 백일 비행정 우산 |
| 우치야마 타쿠야 | The hole                                                                         |

## 출연

### 텔레비전
- 뮤직 스테이션 ( TV 아사히 )
  - 2019년 2월 22일 - <Slumberland>
  - 2019년 4월 26일 - <백일>

- 베스트 아티스트 (닛폰TV)
  - 2019년 11월 27일 - <백일>
- NHK 홍백가합전 출전 경력  출연순서는 (백팀 출연 순서 / 백팀 참가자 수) 로 나타낸다.

| 연도/방송회차                 | 출연횟수 | 곡목 | 출연 순서 | 대결상대 |
| ----------------------------- | -------- | ---- | --------- | -------- |
| 2019년 (레이와 원년) / 제70회 | 처음     | 미정 | 미정 / 31 | 미정     |

### 라디오
- RADIO GNU (2018년 - 2019년 3월 InterFM897)[18]
- King Gnu 이구치 사토루의 올 나잇 일본 0 (ZERO) (2019년 1월 4일, 2019년 4월 - 닛폰 방송, 이구치 사토루)
- PERIMETRON HUB (2019년 4월 - InterFM897, 츠네타 다이키)[19]

### CM
- 소니의 완전 무선형 노이즈 캔슬링 이어폰 WF-1000XM3과 고해상도 워크맨 NW-A100 시리즈 (2019년 10월~)의 CM음악으로 <Teenager Forever>가 사용됨. 이어폰의 CM 에서는 이구치 사토루가, 워크맨의 CM에서는 츠네타 다이키가 나레이션을 담당.

### SNS
- King Gnu - X
- 츠네타 다이키 - X
- 세키 유 - X
- 아라이 카즈키 - X
- 이구치 사토루 - X
- King Gnu - 인스타그램
- 츠네타 다이키 - 인스타그램
- 세키 유 - 인스타그램
- 아라이 카즈키 - 인스타그램
- 이구치 사토루 - 인스타그램